# Rohini Godbole
Rohini Godbole, née le 12 novembre 1952 à Pune et morte le 25 octobre 2024 à Bangalore, est une physicienne et universitaire indienne spécialisée dans la physique des particules élémentaires.
Elle est professeure à l'Indian Institute of Science, Bangalore. Elle travaille sur différents aspects de la phénoménologie des particules au cours des trois dernières décennies, en particulier sur l'exploration de différents aspects du modèle standard de la physique des particules (SM) et de la physique au-delà du Modèle Standard (BSM). Elle est membre élue des trois académies des sciences de l'Inde ainsi que de l'Académie des sciences TWAS.
Outre son travail universitaire, Godbole est également une communicante scientifique très recherchée, donnant souvent des conférences à de jeunes étudiants, universitaires et scientifiques. Elle encourage également les femmes à poursuivre des carrières dans les sciences et la technologie. Avec Ram Ramaswamy (en), elle édite le livre Lilavati's Daughters, une collection d'essais biographiques sur les femmes scientifiques de l'Inde. Elle reçoit l'ordre national du Mérite du gouvernement français en 2021,.

## Biographie
Rohini Godbole obtient son baccalauréat en physique, mathématiques et statistiques de l'université de Pune, un Master de l'Indian Institute of Technology, Mumbai, et un doctorat en 1979 en physique théorique des particules de l'université d'État de New York à Stony Brook,. Godbole rejoint le Tata Institute of Fundamental Research de Mumbai en tant que chercheuse invitée en 1979. Elle est chargée de cours au Département de physique de l'université de Bombay de 1982 à 1995. Elle rejoint le Center for High Energy Physics, Indian Institute of Science à Bangalore, en tant que professeure associée en 1995 et devient professeure à partir de juin 1998. Depuis sa retraite, le 31 juillet 2021, elle est professeure honoraire.
Elle est l'auteure de plus de 150 articles de recherche avec des indices de citations importants.

## Contribution
Rohini Godbole fait partie de l'International Detector Advisory Group (IDAG) pour le collisionneur linéaire international du laboratoire de recherche européen, le CERN. Elle est présidente de l'initiative Panel for Women in Science de l'Académie indienne des sciences. Avec Ram Ramaswamy (en), Godbole a édité conjointement Lilavati's Daughters, une collection d'essais biographiques sur les femmes scientifiques de l'Inde, qui a été publiée par l'Académie indienne des sciences en 2008.

## Décorations et distinctions
- Récipiendaire de la Padma Shri (2019)
- Chevalière de l'ordre national du Mérite (2021)[13].
- Médaille Satyendranath Bose de l'Académie nationale indienne des sciences (2009)[14].
- Bourse de l'Académie nationale des sciences, Inde (NASI) (2007)[15].
- Bourse de l'Académie des sciences du monde en développement, TWAS 2009[16].
- Devi Award du New Indian Express Group, août 2015[17].

## Ouvrages
- (en) Rohini M. Godbole, Abhiram Kaushik et Anuradha Misra, « Low-virtuality leptoproduction of open-charm as a probe of the gluon Sivers function », Few Body Syst., vol. 59, no 3,‎ 10 mars 2018, p. 34 (DOI 10.1007/s00601-018-1349-z, arXiv 1802.06980, S2CID 118992720, lire en ligne [archive du 15 janvier 2021], consulté le 25 mars 2018).
- (en) Rohini M. Godbole, Abhiram Kaushik et Anuradha Misra, « Transverse single-spin asymmetry in the low-virtuality leptoproduction of open charm as a probe of the gluon Sivers function », Phys. Rev. D,‎ 2017 (DOI 10.1103/PhysRevD.97.076001, lire en ligne [archive du 15 janvier 2021], consulté le 12 décembre 2022).
- (en) Martijn Mulders et Rohini Godbole, « Proceedings, 2nd Asia-Europe-Pacific School of High-Energy Physics (AEPSHEP 2014): Puri, India, November 04–17, 2014 », CERN Yellow Rport,‎ 2017 (DOI 10.23730/CYRSP-2017-002, S2CID 119331933, lire en ligne [archive du 15 janvier 2021], consulté le 12 décembre 2022).
- (en) Theory And Phenomenology Of Sparticles: An Account Of Four-dimensional N=1 Supersymmetry In High Energy Physics, New Jersey, World Scientific Publishing Co Pte Ltd, 18 janvier 2005 (ISBN 9789812565310).
- (en) Ram Ramaswamy, The Girl's Guide to a Life in Science, Zubaan, 11 février 2015.
- Rohini Godbole, Lilavati's Daughters - The Women Scientists of India.